# セルフ・ポートレイト (ボブ・ディランのアルバム)
『セルフ・ポートレイト』（英: Self Portrait）は、1970年にリリースされたボブ・ディラン10作目のスタジオ・アルバム。1969年8月31日に第2回ワイト島音楽祭でザ・バンドをバックに演奏したライブ録音4曲も収録されている。『ブロンド・オン・ブロンド』（1966年）に次ぐ二枚組ダブル・アルバムであるが、収録曲の大半がトラデショナル・ソングやエヴァリー・ブラザーズ、サイモン＆ガーファンクル、ゴードン・ライトフットなどの他人の作品からなっている。
全米キャッシュ・ボックス誌でディラン初のNo.1アルバムとなった。ビルボード・トップ LP's チャートで最高4位、全英アルバム・チャートで1位を記録した。RIAAによりゴールド・ディスクに認定されている。

## 解説
前作の『ナッシュヴィル・スカイライン』（1969年）の流れをくむカントリー路線に、ストリングスや女性コーラスなどポップス色が加わり、ディランの音楽の原点をうかがい知ることができるが、全体的に大まかな出来で、ザ・バンドと出演した第2回ワイト島音楽祭のライブ音源が収録されるなどあえて統一性を持たせていない。ディラン自身は海賊盤対策として意図的にリリースしたと『バイオグラフ』（1985年）のライナーに記している。
売れ行きは好調だったが、内容については評価が分かれている。マイケル・グレイ（『ディラン、風を歌う』）のようにシンガーとしてのディランを高く評価する論者もいるが、雑誌「ローリング・ストーン」を中心とする評論家などは批判的で、ディランが平凡なポップ歌手に堕落したと看做す声が多い。
『ナッシュヴィル・スカイライン』から始めた澄んだ声と、それ以前のしゃがれ声を曲によって使い分けており、「ボクサー」ではその二種類の声による一人デュエットを披露している。
「オール・ザ・タイアード・ホーシズ」は女性コーラスのみでディランは歌っていないが、ポール・ウィリアムズ（『瞬間の轍』音楽之友社）は、「エネルギー不在を歌った曲としてこのアルバムで唯一永続性を持つ」と評価しており、 多くのカバーが作られ続けている。
「リヴィング・ザ・ブルース」は「ナッシュヴィル・スカイライン」のアウトテイク。
「ウィグワム」はシングル・カットされ全米41位まで上がった。
ジャケットの絵は、ディランの手による自画像（セルフ・ポートレイト）である。
日本に於けるカバーアルバムの先駆作といわれる吉田拓郎の『ぷらいべえと』は、本アルバムのコンセプトに基づいて制作されたもの。

## 収録曲

### Side 1
1. オール・ザ・タイアード・ホーシズ - All the Tired Horses – 3:12
  - 作詞・作曲: ディラン
2. アルバータ#1 - Alberta #1 – 2:57
  - トラディショナル、編曲: ディラン
3. 忘却の彼方に - I Forgot More Than You'll Ever Know – 2:23
  - 作詞・作曲: Cecil A. Null
4. デイズ・オブ・フォーティ・ナイン - Days of '49 – 5:27
  - 作詞・作曲: アラン・ローマックス / John Lomax / Frank Warner
5. 朝の雨 - Early Mornin' Rain – 3:34
  - 作詞・作曲: Gordon Lightfoot
6. イン・サーチ・オブ・リトル・セイディ - In Search of Little Sadie – 2:27
  - トラディショナル、編曲: ディラン

### Side 2
1. レット・イット・ビー・ミー - Let It Be Me – 3:00
  - 作詞・作曲: ジルベール・ベコー / Mann Curtis / Pierre Delanoe
2. リトル・セイディ - Little Sadie – 2:00
  - トラディショナル、編曲: ディラン
3. ウギ・ブギ - Woogie Boogie – 2:06
  - 作詞・作曲: ディラン
4. ベル・アイル（美しい島） - Belle Isle – 2:30
  - トラディショナル、編曲: ディラン
5. リヴィング・ザ・ブルース - Living the Blues – 2:42
  - 作詞・作曲: ディラン
6. ライク・ア・ローリング・ストーン - Like a Rolling Stone – 5:18
  - 作詞・作曲: ディラン

1969年8月31日第2回ワイト島音楽祭、ライブ録音

### Side 3
1. コパー・ケトル - Copper Kettle (The Pale Moonlight) – 3:34
  - 作詞・作曲: Alfred Frank Beddoe
2. ゴッタ・トラヴェル・オン - Gotta Travel On – 3:08
  - 作詞・作曲: Paul Clayton / Larry Ehrlich / David Lazar/Tom Six
3. ブルームーン Blue Moon – 2:29
  - 作詞・作曲: Lorenz Hart / リチャード・ロジャース
4. ボクサー - The Boxer – 2:48
  - 作詞・作曲: ポール・サイモン
5. マイティ・クイン - Quinn the Eskimo (The Mighty Quinn) – 2:48
  - 作詞・作曲: ディラン

1969年8月31日第2回ワイト島音楽祭、ライブ録音
6. テイク・ミー・アズ・アイ・アム - Take Me as I Am (Or Let Me Go) – 3:03
  - 作詞・作曲: Boudleaux Bryant

### Side 4
1. マリーへのメッセージ - Take a Message to Mary – 2:46
  - 作詞・作曲: Felice Bryant / Boudleaux Bryant
2. イッツ・ハーツ・ミー・トゥー - It Hurts Me Too – 3:15
  - トラディショナル、編曲: ディラン
3. ミンストレル・ボーイ - Minstrel Boy – 3:32
  - 作詞・作曲: ディラン

1969年8月31日第2回ワイト島音楽祭、ライブ録音
4. シー・ビロングズ・トゥ・ミー - She Belongs to Me – 2:43
  - 作詞・作曲: ディラン

1969年8月31日第2回ワイト島音楽祭、ライブ録音
5. ウィグワム - Wigwam – 3:09
  - 作詞・作曲: ディラン
6. アルバータ＃2 - Alberta #2 – 3:12
  - トラディショナル、編曲: ディラン

## パーソネル
- Byron Bach - チェロ
- Brenton Banks - ヴァイオリン
- George Binkley III - ヴァイオリン
- Norman Blake - ギター
- David Bromberg - ギター、ドブロ、ベース
- Albert Wynn Butler - クラリネット、サクソフォーン
- Kenneth A. Buttrey - ドラムス、パーカッション
- Fred Carter Jr. - ギター
- Marvin Chantry - ヴィオラ
- Ron Cornelius - ギター
- Charlie Daniels - ベース、ギター
- リック・ダンコ（ザ・バンド） - ベース、ヴォーカル
- Pete Drake - スティール・ギター
- ボブ・ディラン - ギター、ハーモニカ、キーボード、ヴォーカル
- Delores Edgin - ヴォーカル
- Fred Foster - ギター
- Solie Fott - ヴァイオリン、ヴィオラ
- Bubba Fowler - ギター
- Dennis Good - トロンボーン
- Emanuel Green - ヴァイオリン
- Hilda Harris - ヴォーカル
- リヴォン・ヘルム（ザ・バンド） - マンドリン、ドラムス、ヴォーカル
- Freddie Hill - トランペット
- Karl Himmel - クラリネット、サクソフォーン、トロンボーン
- ガース・ハドソン（ザ・バンド） - キーボード
- Lilian Hunt - ヴァイオリン
- ボブ・ジョンストン - プロデューサー
- Martin Katahn - ヴァイオリン
- Doug Kershaw - ヴァイオリン
- アル・クーパー - ギター、ホルン、キーボード
- Sheldon Kurland - ヴァイオリン
- リチャード・マニュエル（ザ・バンド） - ピアノ、ヴォーカル
- Martha McCrory - チェロ
- Charlie McCoy - ギター、ベース、ハーモニカ、ヴィブラフォン
- Barry McDonald - ヴァイオリン
- Ollie Mitchell - トランペット
- Carol Montgomery - ヴォーカル
- Bob Moore - ベース
- Gene A. Mullins - バリトン・ホルン
- Joe Osborn - ギター、ベース
- June Page - ヴォーカル
- Rex Peer - トロンボーン
- Bill Pursell - ピアノ
- ロビー・ロバートソン（ザ・バンド） - ギター、ボーカル
- Albertine Robinson - ヴォーカル
- Al Rogers - ドラムス
- Frank Smith - トロンボーン
- Maretha Stewart - ヴォーカル
- Gary Van Osdale - ヴィオラ
- Bill Walker - 編曲
- Bob Wilson - オルガン、ピアノ
- Stu Woods - ベース

- エンジニアリング - Neil Wilburn、Don Puluse、Glynn Johns
- フォトグラフィ - John Cohen、Al Clayton、Camera Press
- アルバム・デザイン - Ron Coro
- ジャケット・カバー絵 - ボブ・ディラン

## 反響・評価
アルバムは、全米『キャッシュ・ボックス』誌でディラン初のNo.1アルバムとなった。1970年7月25日付『ビルボード』誌「トップ LP's」チャートで最高4位、全英アルバム・チャートで1位を記録した。アメリカ・レコード協会 RIAA により1970年6月22日にゴールド・ディスクに認定されている。

## チャート
| 年     | チャート                      | 最高順位 |
| ------ | ----------------------------- | -------- |
| 1970年 | キャッシュ・ボックス          | 1        |
| 1970年 | ビルボード・トップ LP's 200   | 4        |
| 1970年 | 全英アルバム・チャート Top 75 | 1        |

## リリース
アメリカ
| 日付         | レーベル | フォーマット | カタログ番号 | 付記 |
| ------------ | -------- | ------------ | ------------ | ---- |
| 1970年6月8日 | Columbia | 2LP          | C2X 30050    |      |
|              | Columbia | CD           | CK           |      |

日本
| 日付          | レーベル  | フォーマット | カタログ番号     | 付記                               |
| ------------- | --------- | ------------ | ---------------- | ---------------------------------- |
| 1970年        | CBSソニー | 2LP          | SONP-50318･50319 |                                    |
| 1973年        | CBSソニー | 2LP          | SOPI-5･6         |                                    |
| 1974年        | CBSソニー | 2LP          | SOPJ-49･50       |                                    |
| 1976年        | CBSソニー | 2LP          | 40AP 279･280     |                                    |
| 1991年12月1日 | ソニー    | CD           | SRCS-6160        | NICE PRICE LINE                    |
| 2014年4月23日 | ソニー    | 2CD          | SICP-30482･30483 | 2013年リマスター、紙ジャケット仕様 |